# Siphonodentalium isaotakii
Siphonodentalium isaotakii är en blötdjursart som beskrevs av Tadashige Habe 1953. Siphonodentalium isaotakii ingår i släktet Siphonodentalium och familjen Gadilidae. Inga underarter finns listade i Catalogue of Life.